# Pujalt
Pujalt es un municipio y localidad española de la provincia de Barcelona, en la comunidad autónoma de Cataluña. El término municipal, que incluye los núcleos de l'Astor, Conill, la Guàrdia Pilosa, Pujalt y Vilamajor, tiene una población de 210 habitantes (INE 2024) y está ubicado en la comarca de Noya.

## Historia
El castillo de Pujalt formó parte de los dominios del condado de Cerdaña siendo sus señores la familia Cervera. En 1251 el territorio pasó a manos del rey Jaime I de Aragón. En 1375 el castillo pasó a ser posesión de la familia Cardona quienes conservaron el dominio hasta el fin de los señoríos.
La localidad de la Guàrdia Pilosa aparece citada ya en documentos de 1022 bajo el nombre de turre de ipsa Guardia. Perteneció también a los Cervera pero no pasó a ser propiedad de los Cardona sino que en 1379 fue vendido a Joan de Montbui. 
En 1938 se instaló en el término municipal un campamento de instrucción del Ejército Popular Republicano con capacidad para 1200 soldados y que se ha convertido en museo.

## Cultura
La iglesia de San Andrés de Pujalt aparece citada en el siglo XI. Se trata de un edificio de estilo románico tardío que ha sido modificado y restaurado en diversas ocasiones. Ha desaparecido el ábside y se le añadió un campanario así como capillas laterales. En la entrada del pueblo se encuentra la capilla de la Concepción, construida en 1399. Es de nave única cubierta de bóveda apuntada. En su interior se encuentra un imagen policromada del siglo XIV que representa a la Virgen con el niño. Solo quedan ruinas del castillo.
En las afueras de l'Astor se encuentra la capilla de Santa Magdalena. Se trata de un edificio de base románica reconstruido en 1520. Tiene un campanario de espadaña y la portalada presenta dovelas. La capilla románica de Sant Joan en Vilamajor fue construida en el siglo XII. Es de nave única con un ábside redondeado. En la puerta puede verse una imagen de un santo en actitud de lucha que puede corresponder a San Jorge o San Miguel. La capilla ha perdido parte de la bóveda.
Pujalt celebra su fiesta mayor en el mes de agosto.

## Demografía
Pujalt cuenta con una población de 210 habitantes (INE 2024).
| Gráfica de evolución demográfica de Pujalt entre 1842 y 2021 |
| |
| Población de derecho según los censos de población del INE. Población de hecho según los censos de población del INE.Entre el censo de 1857 y el anterior, crece el término del municipio porque incorpora a El Astort, la entidad Cunill que pertenecía al mun. Cunill, Atell y Dusfort, Guardia Pilosa y Vilamajor de Prat de Rey. |

Entre 1842 y 1857, crece el término del municipio porque incorpora a El Astort, Cunill, Guardia Pilosa y Vilamajor de Prat de Rey.

### Población por núcleos
Desglose de población según el Padrón Continuo por Unidad Poblacional del INE.
| Núcleos    | Habitantes (2014) | Varones | Mujeres |
| ---------- | ----------------- | ------- | ------- |
| Conill     | 44                | 25      | 19      |
| El Astort  | 32                | 13      | 19      |
| La Guardia | 14                | 8       | 6       |
| Pujalt     | 96                | 55      | 41      |
| Vilamajor  | 12                | 8       | 4       |

## Administración
| Periodo   | Nombre                  | Partido |
| --------- | ----------------------- | ------- |
| 2007-2011 | Antoni de Solà i Pereta | CiU     |
| 2015-2019 | Antoni de Solà i Pereta | CiU     |

### Evolución de la deuda viva
El concepto de deuda viva contempla solo las deudas con cajas y bancos relativas a créditos financieros, valores de renta fija y préstamos o créditos transferidos a terceros, excluyéndose, por tanto, la deuda comercial.
| Gráfica de evolución de la deuda viva del ayuntamiento entre 2008 y 2014                             |
| |
| Deuda viva del ayuntamiento en miles de Euros según datos del Ministerio de Hacienda y Ad. Públicas. |

La deuda viva municipal por habitante en 2014 ascendía a 4.460,35 €.

## Economía
La principal actividad económica es la agricultura, destacando el cultivo de cereales. También existen granjas de ganado porcino.